# Проблема туземців
«Проблема туземців» — коротка сатирична повість американського письменника-фантаста Роберта Шеклі. Написане в 1956 році. Вперше опубліковано в грудні 1956 року в журналі «Galaxy Science Fiction». У 1960 році вийшов у авторській збірці «Ідеї: Без обмежень». Повість перероблялась для включення до збірки 1984 року «Так люди ЦИМ займаються?» І номінувався на премію «Locus» в 1985 році.
У творі сатирично і гумористично обігрується поведінка європейських держав і колоністів щодо аборигенів їхніхколоній. Група колоністів висаджується на планету, де мешкає єдина людина, чоловік Дантон, який шукав усамітнення. Сприйнявши його за місцевого «дикуна», колоністи пропонують «мирне співіснування» на своїх умовах.

## Сюжет
У далекому майбутньому людина, яка любить самотність, викликає подив. Едвард Дантон не може жити в земному суспільстві («від впливу світової реклами на сітківці ока у Дантона почав розвиватися астигматизм, а від звукової — постійно дзвеніло у вухах») і відлітає на сам край Галактики, де на райській тропічній планеті засновує колонію для одного себе. Щоб не думати про дівчат, він сублімує статевий потяг городництвом, написанням музики, висіканням двох велетенських статуй, але це не допомагає.
Через якийсь час на його острів приземляється застарілий зореліт, що вилетів з Землі 120 років тому. Нащадки землян дивуються, що зустріли не безліч племен агресивних туземців-дикунів, як було на інших планетах, з яких були змушені забратися, а одного Дантона. Вчені пояснюють англомовність «дикуна Данте» тим, що він наслідував гіпотетичного торговця, який відвідав планету раніше. Едварду дуже сподобалася дочка капітана Аніта. Вночі, після бійки Дантона з колишнім нареченим Аніти, команда корабля в паніці починає стріляти в джунглях, ранячи один одного, а вранці хвалячись, що вистояла, попри те, що «на одного нашого доводилося не менше десятка» дикунів. За словами коханої Дантона, рада старійшин вирішила надати «туземцям» бронювання:
|  | Ми відводимо вам резервацію площею в тисячу акрів. Правда ж, не поскупилися? Наші вже вбивають межові стовпи. «…» Ти попередь своїх одноплемінників, Данте, щоб не порушували кордон. У них будуть відразу ж стріляти. Прощавай і пам'ятай, що стежка миру краще, ніж стежка війни. |

Дантон попри все вирішує одружитися з Анітою, для чого вигадує обман. Він ставить ультиматум від імені всіх «племен» острова: або оголошення війни, або мирне співіснування, скріплене шлюбом місцевого вождя Данте й дочки капітана прибульців-землян.